# Dąbrówki (Wodzisław Śląski)
Dąbrówki – osiedle w Wodzisławiu Śląskim wybudowane na wzór osiedla we Francji, przez Spółdzielnie Mieszkaniową ROW w latach osiemdziesiątych XX wieku. Zabudowa osiedla to niskie bloki o nieregularnym kształcie pokryte czerwonym spadzistym dachem. Osiedle posiada w pełni zabezpieczone ogródki i pomieszczenia techniczne na narzędzia. Do osiedla należy także ZSB przy ul. Pszowskiej. Osiedle administracyjnie należy do dzielnicy Trzy Wzgórza.
W pobliżu osiedla znajduje się park rozrywki Trzy Wzgórza.